# Spring Valley Village (Teksas)
Spring Valley Village je grad u američkoj saveznoj državi Teksas. Prema popisu stanovništva iz 2010. u njemu je živjelo 3.715 stanovnika.